# Navalucillos
Los Navalucillos – gmina w Hiszpanii, w prowincji Toledo, w Kastylii-La Mancha, o powierzchni 355,94 km². W 2011 roku gmina liczyła 2574 mieszkańców.